# (2240) Tsai
(2240) Tsai es un asteroide perteneciente al cinturón de asteroides descubierto por el equipo del Observatorio del Harvard College el 30 de diciembre de 1978 desde la Estación George R. Agassiz en Harvard (Massachusetts), Estados Unidos.

## Designación y nombre
Tsai fue designado inicialmente como 1978 YA.
Más tarde se nombró en honor del astrónomo chino Tsai Chang-hsien.

## Características orbitales
Tsai orbita a una distancia media del Sol de 3,15 ua, pudiendo alejarse hasta 3,635 ua y acercarse hasta 2,664 ua. Tiene una inclinación orbital de 0,8424° y una excentricidad de 0,1543. Emplea 2042 días en completar una órbita alrededor del Sol.